# 波氏鋸尾鯊
波氏鋸尾鯊（學名：Galeus polli），又稱波氏蜥鯊，為軟骨魚綱真鯊目猫鲨科鋸尾鯊屬的一個種，被IUCN列為易危保育類動物，分布於東大西洋摩洛哥南部至納米比亞海域，深度200至720公尺，本魚體修長，頭部略扁，鼻子長又尖，每個鼻孔的前緣都有一個三角形的皮瓣，眼睛呈水平橢圓形，並配有瞬膜，每隻眼睛下面無脊，後面有一個微小的氣孔，嘴巴大而寬，呈拱形，嘴角部有發達的皺紋，有五對鰓縫，第四對和第五對位於胸鰭基部上方，兩個背鰭末端鈍且大小相似，第一個位於腹鰭後部，第二個位於臀鰭後部，胸鰭寬大，角呈圓角，而腹鰭和臀鰭則細長且有棱角，臀鰭基部靠近腹鰭和尾鰭，佔總長度的14-17%，身體和尾巴呈暗色，覆蓋著細小的黑點，幼鯊也可能有一系列鑲白色邊的深棕色鞍狀斑紋，尾鰭邊緣是白色，嘴的內部是黑色，體長可達45公分，棲息在大陸棚、大陸坡，能容忍低氧的水域，屬肉食性，以魚類、甲殼類及頭足類為食，卵胎生，雌鯊將卵保留在體內直至孵化，沒有明確的繁殖季節，交配和分娩全年都會發生，成年雌鯊有兩個功能正常的子宮，可產下多達12隻幼鯊，雄鯊和雌鯊分別在30–46公分和30–43公分長時達到性成熟，偶被拖網捕獲，可作為食用魚或製成魚粉。